# Donaubrücke Wörth
Die Donaubrücke Wörth befindet sich bei der Stadt Wörth an der Donau in der Oberpfalz. Die 404 m lange Brücke der BAB 3 überspannt zwischen den Anschlussstellen Rosenhof und Wörth an der Donau mit drei Feldern in einem Winkel von 85 Gon die Donau.
Die Autobahn ist im Verlauf der Brücke im Grundriss gerade. Im Aufriss ist eine Kuppenausrundung vorhanden mit Längsneigungen von 2,1 % und einem nach außen gerichteten Quergefälle von 2,5 %. Gebaut wurde die Balkenbrücke mit zwei getrennten Überbauten für die Richtungsfahrbahnen zwischen den Jahren 1977 und 1979.

## Gründung und Unterbauten
Die Widerlager und Pfeiler sind auf Schotter und Kiesschichten flach gegründet. Die Flusspfeiler haben Außenabmessungen von 26 m × 4,9 m und stehen mit 15 Gon gegenüber der Brückenachse schief.

## Überbau
Die Spannbetonbrücke hat drei Felder mit Spannweiten von 108,0 m – 168,0 m – 128,00 m und besteht aus zwei Überbauten. Diese besitzen einen einzelligen Hohlquerschnitt mit 15 m Breite, 7,25 bis 7,35 m (in Brückenmitte) Konstruktionshöhe sowie 6,0 m Bodenplattenbreite. Die senkrechten Stege sind über den Pfeilern bis zu 1,2 m dick, auch die Bodenplatte ist dort verstärkt.

## Bauausführung
Die Brücke wurde im Taktschiebeverfahren mit Hilfsstützen bei maximalen Stützweiten von 62,5 m in Abschnittslängen von 17,5 m hergestellt. Dabei wurde der Überbau für die Richtungsfahrbahn Regensburg zuerst in der Achse der Gegenfahrbahn in 25 Takten betoniert und anschließend in seine endgültige Lage querverschoben. Anschließend folgte die Fertigung des Überbaus für die Richtungsfahrbahn Passau.